# Дамазан
Дамазан (фр. Damazan) насеље је и општина у југозападној Француској у региону Аквитанија, у департману Лот и Гарона која припада префектури Нерак.
По подацима из 2011. године у општини је живело 1296 становника, а густина насељености је износила 79,17 становника/km². Општина се простире на површини од 16,37 km². Налази се на средњој надморској висини од 40 метара (максималној 147 m, а минималној 28 m).

## Демографија
| 1962. | 1968. | 1975. | 1982. | 1990. | 1999. | 2011. |
| ----- | ----- | ----- | ----- | ----- | ----- | ----- |
| 1.252 | 1.338 | 1.257 | 1.204 | 1.164 | 1.237 | 1.296 |

График промене броја становника у току последњих година